# Чемпіонат України із шахів 2020
89-й чемпіонат України із шахів, що проходив в с. Омельник (Полтавська область) з 17 по 26 листопада 2020 року за швейцарською системою у 9 турів. Набравши 7 очок з 9 можливих (+5-0=4) чемпіоном України вчетверте став Антон Коробов.

## Регламент турніру
- Головний суддя: Г. А. Щербов (Полтавська область)

### Розклад змагань
- Відкриття турніру: 18 листопада 2020 року (14-00 год)
- Ігрові дні: 18 — 26 листопада, без вихідних
- Закриття турніру: 26 листопада (16-00 год)

Початок партій 1-8 тури — 15-00 год, 9 тур о 10-00 год.

### Контроль часу
- 90 хвилин кожному учаснику на перші 40 ходів плюс 30 хвилин до закінчення партії з додаванням 30 сек. після кожного ходу, починаючи з першого.

### Критерії розподілу місць
Місця учасників визначаються за найбільшою сумою набраних очок. У разі рівності кількості очок у двох та більше шахістів місця у змаганнях визначаються за такими додатковими показниками (у порядку пріоритету):
- 1. Скорочений коефіцієнт Бухгольця 1 (без одного найгіршого результату);
- 2. Скорочений коефіцієнт Бухгольця 2 (без двох найгірших результатів);
- 3. Скорочений коефіцієнт Бухгольця 3 (без трьох найгірших результатів);
- 4. За кількістю перемог;
- 5. За найкращим результатом у групі з однаковою кількістю очок, за умови, що всі учасники розподілу місць грали між собою;
- 6. За результатами додаткових матчів (турнірів) з чотирьох партій з контролем 3 хвилини до закінчення партії кожному учаснику з додаванням 2 секунд за кожний зроблений хід, починаючи з першого (тільки визначення переможця та призерів, за рахунку 2-2 — до першої перемоги).

## Підсумкова таблиця

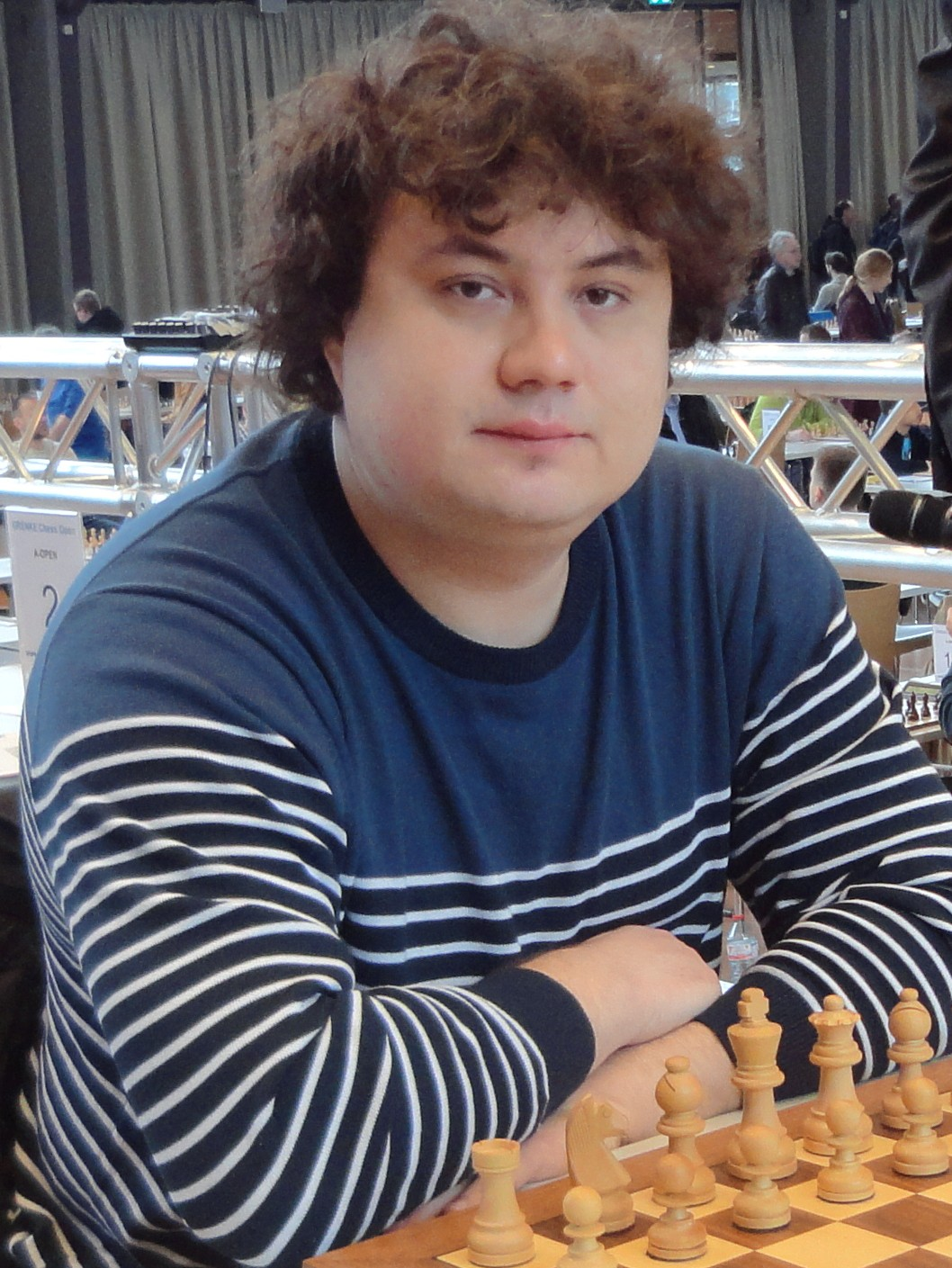
Антон Коробов — чемпіон України 2020 року

| Місце | Учасник              | Область        | Рейтинг |  | + | = | − | Очки | Дод1 | Дод2 | Дод3 |
| ----- | -------------------- | -------------- | ------- |  | - | - | - | ---- | ---- | ---- | ---- |
| 1     | Антон Коробов        | Київ           | 2683    |  | 5 | 4 | 0 | 7    | 46,5 | 41,5 | 36,0 |
| 2     | Кирило Шевченко      | Київ           | 2592    |  | 4 | 4 | 1 | 6    | 44,0 | 39,5 | 34,5 |
| 3     | Юрій Кузубов         | Одеська        | 2641    |  | 4 | 4 | 1 | 6    | 44,0 | 39,0 | 34,0 |
| 4     | Олександр Зубов      | Миколаївська   | 2589    |  | 3 | 6 | 0 | 6    | 44,0 | 39,0 | 34,0 |
| 5     | Віталій Бернадський  | Чернівецька    | 2619    |  | 5 | 2 | 2 | 6    | 42,5 | 38,0 | 33,5 |
| 6     | Олександр Ковчан     | Харківська     | 2568    |  | 4 | 4 | 1 | 6    | 42,0 | 38,5 | 34,0 |
| 7     | Сергій Овсєєвич      | Закарпатська   | 2587    |  | 3 | 6 | 0 | 6    | 39,5 | 35,5 | 31,0 |
| 8     | Юрій Солодовниченко  | Херсонська     | 2544    |  | 4 | 3 | 2 | 5½   | 42,5 | 38,5 | 34,0 |
| 9     | Олександр Зубарєв    | Запорізька     | 2422    |  | 4 | 3 | 2 | 5½   | 41,0 | 37,0 | 32,5 |
| 10    | Пен Лі Мін           | Миколаївська   | 2428    |  | 3 | 5 | 1 | 5½   | 35,0 | 31,5 | 28,0 |
| 11    | Віктор Матвіїшен     | Вінницька      | 2506    |  | 2 | 6 | 1 | 5    | 46,0 | 41,5 | 36,0 |
| 12    | Платон Гальперін     | Чернігівська   | 2461    |  | 4 | 2 | 3 | 5    | 45,0 | 41,0 | 36,0 |
| 13    | Володимир Онищук     | Ів-Франківська | 2633    |  | 4 | 2 | 3 | 5    | 43,0 | 39,0 | 34,0 |
| 14    | Анатолій Поліванов   | Київ           | 2452    |  | 3 | 4 | 2 | 5    | 40,5 | 36,5 | 32,5 |
| 15    | Костянтин Борсук     | Одеська        | 2401    |  | 4 | 2 | 3 | 5    | 39,5 | 36,5 | 33,0 |
| 16    | Юлія Осьмак          | Київ           | 2438    |  | 3 | 4 | 2 | 5    | 38,0 | 34,5 | 30,5 |
| 17    | Віталій Козяк        | Київ           | 2428    |  | 4 | 2 | 3 | 5    | 36,5 | 33,0 | 29,5 |
| 18    | Віталій Сивук        | Миколаївська   | 2550    |  | 3 | 3 | 3 | 4½   | 40,5 | 37,0 | 33,0 |
| 19    | Данило Мосесов       | Львівська      | 2391    |  | 2 | 5 | 2 | 4½   | 39,0 | 35,5 | 31,5 |
| 20    | Олексій Соловчук     | Полтавська     | 2301    |  | 3 | 3 | 3 | 4½   | 38,5 | 35,0 | 31,5 |
| 21    | Наталія Букса        | Львівська      | 2410    |  | 3 | 3 | 3 | 4½   | 36,0 | 32,5 | 29,0 |
| 22    | Петро Голубка        | Ів-Франківська | 2487    |  | 4 | 1 | 4 | 4½   | 35,0 | 31,5 | 28,0 |
| 23    | Олексій Білич        | Чернівецька    | 2318    |  | 3 | 2 | 4 | 4    | 38,0 | 34,0 | 30,0 |
| 24    | Олена Мартинкова     | Донецька       | 2222    |  | 1 | 6 | 2 | 4    | 35,5 | 32,0 | 28,5 |
| 25    | Юліан Мальований     | Київ           | 2279    |  | 3 | 2 | 4 | 4    | 35,0 | 31,5 | 28,0 |
| 26    | Владислав Бахмацький | Луганська      | 2438    |  | 2 | 4 | 3 | 4    | 32,0 | 29,0 | 25,5 |
| 27    | Ольга Бабій          | Тернопільська  | 2271    |  | 2 | 4 | 3 | 4    | 31,5 | 29,0 | 25,5 |
| 28    | Владислав Ларкін     | Вінницька      | 2388    |  | 2 | 3 | 4 | 3½   | 36,5 | 33,5 | 30,0 |
| 29    | Валерій Невєров      | Харківська     | 2453    |  | 1 | 5 | 3 | 3½   | 35,5 | 33,0 | 29,5 |
| 30    | Марія Бердник        | Харківська     | 2324    |  | 3 | 1 | 5 | 3½   | 35,0 | 32,0 | 28,0 |
| 31    | Еміль Мірзоєв        | Одеська        | 2480    |  | 2 | 3 | 4 | 3½   | 34,5 | 31,0 | 27,5 |
| 32    | Семен Мітусов        | Донецька       | 2306    |  | 2 | 3 | 4 | 3½   | 32,5 | 29,5 | 26,5 |
| 33    | Вадим Шишкін         | Київ           | 2469    |  | 1 | 5 | 3 | 3½   | 29,0 | 26,0 | 23,0 |
| 34    | Артур Фролов         | Київ           | 2405    |  | 1 | 4 | 4 | 3    | 32,5 | 29,5 | 26,0 |
| 35    | Андрій Пальчук       | Київ           | 2149    |  | 1 | 4 | 4 | 3    | 31,5 | 28,5 | 25,0 |
| 36    | Дмитро Кушко         | Харківська     | 2307    |  | 1 | 4 | 4 | 3    | 31,0 | 28,5 | 25,5 |
| 37    | Євгенія Долуханова   | Харківська     | 2229    |  | 1 | 3 | 5 | 2½   | 31,5 | 28,5 | 25,0 |
| 38    | Олег Мик. Терлецький | Львівська      | 2246    |  | 0 | 3 | 6 | 1½   | 32,0 | 29,0 | 26,0 |